# Folke Tydén
Folke Tydén, född den 26 september 1889 i Ljungs församling, Östergötlands län, död den 14 januari 1974 i Halmstad, var en svensk filolog och skolman.
Tydén avlade studentexamen i Linköping 1907 och var extra ordinarie tjänsteman i riksgäldskontoret 1907–1910. Han avlade filosofisk ämbetsexamen 1913 vid Uppsala universitet och filosofie licentiatexamen där 1917 samt promoverades till filosofie doktor där 1924. Tydén gjorde studieresor till Tyskland 1912, 1927, 1929 och 1930, till England 1924, 1932, 1933, 1934 och 1935, till Belgien och Frankrike 1925, till Danmark 1926, till Norge 1928 och 1936, till Italien och Österrike 1931, till Schweiz 1936 samt till Nederländerna 1939. Han var vikarierade lärare vid Uppsala enskilda läroverk och privatgymnasium 1916–1917, timlärare vid Uppsala folkskoleseminarium 1919–1924 och vikarierande lektor där 1924–1925 samt föreståndare för landsmålsarkivet i Uppsala 1921–1922. Tydén blev, efter provår 1924–1925, adjunkt vid högre allmänna läroverket i Härnösand 1926 och lektor i modersmålet och tyska vid högre  allmänna läroverket i Halmstad samma år. Han publicerade Vokalerna u och o i gammal kort stavelse i uppsvenska och mellansvenska folkmål (gradualavhandling 1924) samt språkvetenskapliga och pedagogiska uppsatser. Tydén blev riddare av Nordstjärneorden 1942. Han vilar på Välluvs kyrkogård utanför Helsingborg.